# 로코 파팔레오
로코 파팔레오(Rocco Papaleo, 1958년 8월 16일 ~ )는 이탈리아의 영화 감독, 배우, 가수, 코미디언 각본가이다.

## 영화
- 비올라 키세스 에브리바디 (1998년)
- 르 크리 (2006년)
- 더 그래듀에이트 (2008년)
- 아말피 여신의 보수 (2009년)
- 이탈리아 횡단밴드 (2010년)
- 원 라이프, 메이비 투 (2010년)
- 어 스타 이즈 본 (2012년)
- 언 이탈리안 네임 (2015년)
- 웨이브 어폰 웨이브 (2016년)
- 마이 이탈리아 (2016년)
- 이어스 (2016년)
- 더 프라이즈 (2017년)
- 삼총사: 마지막 미션 (2018년)
- 피노키오 (2019년)